# Hyponerita persimilis
Hyponerita persimilis är en fjärilsart som beskrevs av Rothschild 1909. Hyponerita persimilis ingår i släktet Hyponerita och familjen björnspinnare. Inga underarter finns listade i Catalogue of Life.

## Bildgalleri

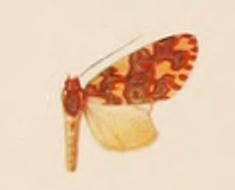